# Liste der Monuments historiques in Franchesse
Die Liste der Monuments historiques in Franchesse führt die Monuments historiques in der französischen Gemeinde Franchesse auf.

## Liste der Bauwerke
| Bezeichnung       | Beschreibung              | Standort | Kennzeichnung | Schutzstatus | Datum | Bild           |
| ----------------- | ------------------------- | -------- | ------------- | ------------ | ----- | -------------- |
| Kirche St-Étienne | Erbaut im 12. Jahrhundert | (Lage)   | PA00093105    | Classé       | 1886  | weitere Bilder |

## Liste der Objekte
| Bezeichnung                                              | Beschreibung           | Standort                                | Kennzeichnung | Schutzstatus | Datum | Bild |
| -------------------------------------------------------- | ---------------------- | --------------------------------------- | ------------- | ------------ | ----- | ---- |
| Grabplatte                                               | Sandstein, um 1400     | in der Kirche St-Étienne (Lage)         | PM03000110    | Classé       | 1924  |      |
| Weihwasserbecken, Taufbecken                             | Stein, 15. Jahrhundert | in der Kirche St-Étienne (Lage)         | PM03000109    | Classé       | 1886  |      |
| Skulptur Madonna mit Kind (gestohlen am 15. August 1973) | Holz, 17. Jahrhundert  | ehemals in der Kirche St-Étienne (Lage) | PM03000111    | Classé       | 1938  |      |